# Société des transports de Tunis
La Société des transports de Tunis (arabe : شركة النقل بتونس) ou STT, dont la dénomination commerciale est Transtu, est une entreprise publique tunisienne chargée de la gestion du transport des passagers sur les réseaux d'autobus et de métro léger de l'agglomération de Tunis ainsi que l'exploitation de la ligne ferroviaire TGM.
Née en 2003 de la fusion entre la Société nationale des transports (SNT) et la Société du métro léger de Tunis (SMLT), elle transporte chaque année 460 millions de passagers.

## Historique
- 1871 : projet de construction de la première ligne ferroviaire du pays, Tunis-La Goulette, concrétisé en 1872 ;
- 1885 : mise en circulation du premier tramway tunisois, hippomobile puis électrique, en 1902 ;
- 1903 : première ligne ferroviaire de banlieue entre Tunis (Bab Saadoun) et La Manouba ;
- 1930 : première lignes d'autobus reliant Tunis (rue de Rome et place de la Gare), Mutuelleville et Montfleury ;
- 1944 : remplacement des tramways par des trolleybus ;
- 1958 : nationalisation des transports ;
- 1963 : fondation de la Société nationale des transports (SNT), chargée du transport routier public, qui se spécialise en 1964 dans le transport de passagers de l'agglomération de Tunis ;
- 1985 : mise en service de la première ligne de métro léger entre Tunis et Ben Arous ;
- 2003 : fusion de la SNT et de la Société du métro léger de Tunis ;
- 2022 : désignation du siège en tant que monument classé[2].

## Réseaux

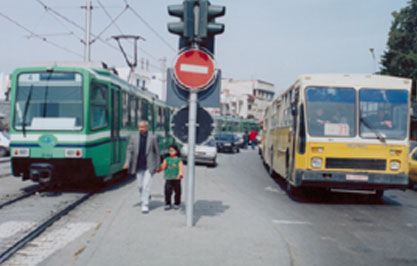
Rame du métro léger et autobus de la STT.

L'entreprise exploite trois réseaux : d'une part un réseau d'autobus d'une longueur de 5 836 kilomètres dans Tunis et ses banlieues, desservant ainsi une population d'environ deux millions d'habitants. Après le développement du métro léger, le réseau autobus s'est resserré autour de 206 lignes régulières et exploitées grâce à 1 050 véhicules repérables par leur couleur jaune et un numéro constitué d'un nombre en général surmonté d'une lettre minuscule (en rouge). Les terminus sont inscrits sur une plaque en lettres rouges (en arabe et en français).
D'autre part, un réseau de métro léger constitué de cinq lignes principales d'une longueur totale de 82 kilomètres ; une sixième ligne est en cours de réalisation entre Tunis et La Manouba en passant par le campus de l'Université de La Manouba. 136 rames sont actuellement en exploitation. La ligne ferroviaire du TGM comporte quant à elle 18 rames circulant entre Tunis et La Marsa.
Il est à noter que le transport collectif dans l'agglomération est partagé avec des transporteurs privés depuis la fin des années 1980, tandis que le réseau ferroviaire de banlieue est exploité par la Société nationale des chemins de fer tunisiens (SNCFT).